# Anatol Citou
Anatol Kiryławicz Citou (biał. Анатоль Кірылавіч Цітоў; ros. Анатолий Кириллович Титов, Anatol Kiriłłowicz Titow; ur. 27 listopada 1947 w Dreźnie, zm. 5 stycznia 2021 w Mińsku) – białoruski historyk, heraldyk i sfragistyk.

## Życiorys
Absolwent wydziału historycznego na Białoruskim Uniwersytecie Państwowym. Był badaczem paleografii w Centralnym Państwowym Archiwum Historycznym BSRR w Mińsku. Wykładał m.in. w swojej Alma Mater.
W latach 90. należał do komisji zajmującej się opracowaniem biało-czerwono-białej flagi Białorusi. Był członkiem towarzystw heraldycznych Białorusi, Ukrainy i Polski, jest autorem wielu książek dotyczących heraldyki Białorusi.

## Publikacje
- Haradskai︠a︡ heralʹdyka Belarusi, [Heraldyka miejska Białorusi], Minsk: Polymi︠a︡, 1989, ISBN 5-345-00212-6, OCLC 21394662 [dostęp 2021-08-29]. Brak numerów stron w książce
- Nash simval--Pahoni︠a︡ : shli︠a︡kh praz stahoddzi, [Nasz symbol – Pogoń], Minsk: "Polymi︠a︡", 1992, ISBN 5-345-00685-7, OCLC 34348397 [dostęp 2021-08-29]. Brak numerów stron w książce
- Pi︠a︡chatki starazhytnaĭ Belarusi : narysy sfrahistyki, [Pieczęcie starożytnej Białorusi], Minsk: Polymi︠a︡, 1993, ISBN 5-345-00458-7, OCLC 29622113 [dostęp 2021-08-29]. Brak numerów stron w książce
- Heralʹdyka belaruskikh mestaŭ : XVI-pachatak XX st., [Heraldyka białoruskich miast (od XVI do początku XX wieku)], Minsk: Polymi︠a︡, 1998, ISBN 985-07-0131-5, OCLC 40093513 [dostęp 2021-08-29]. Brak numerów stron w książce
- Sfrahistyka i heralʹdyka Belarusi : ili︠u︡stravany kurs lektsyĭ, [Sfragistyka i heraldyka Białorusi], Minsk: RIVSh BDU, 1999, ISBN 985-6299-36-5, OCLC 44760890 [dostęp 2021-08-29]. Brak numerów stron w książce
- Heralʹdyka Belarusi : ad pachatkaŭ -- da kantsa XX stahoddzi︠a︡, [Heraldyka Białorusi (od początków do XX wieku)], [Minsk]: Minskai︠a︡ fabryka kali︠a︡rovaha druku, 2007, ISBN 978-985-454-386-4, OCLC 221539731 [dostęp 2021-08-29]. Brak numerów stron w książce
- Herboŭnik belaruskikh haradoŭ (XVI-pachatak XX st.), [Herbarz miast białoruskich (od XVI do początku XX wieku)], Minsk 2015, ISBN 978-985-01-1124-1, OCLC 928631049 [dostęp 2021-08-29]. Brak numerów stron w książce